# Proxy (klimat)

Globalna temperatura w okresie ostatnich 2 tys. lat, oszacowana przy użyciu różnych metod proxy

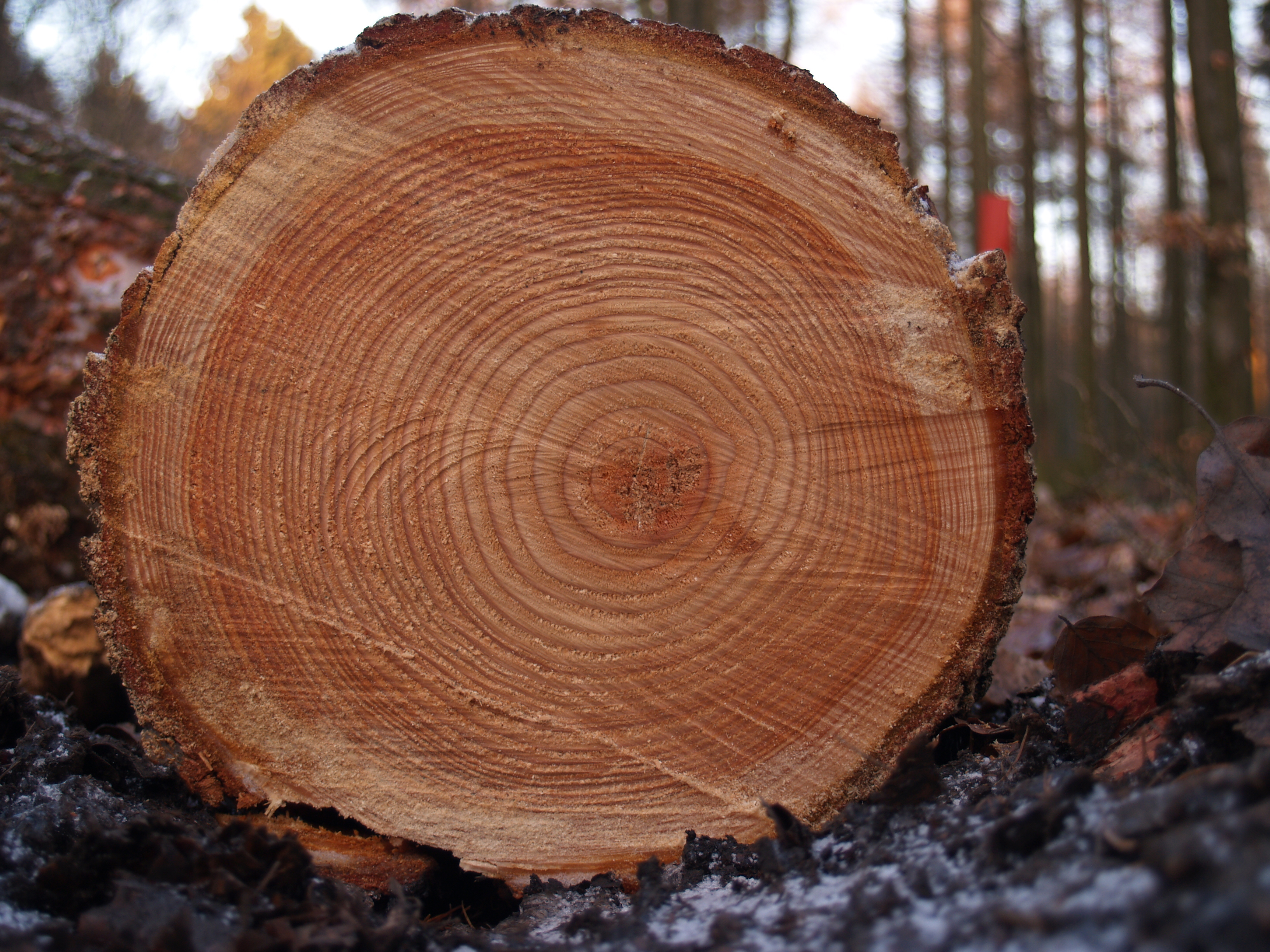
Słoje drzew używane są do oszacowań klimatycznych

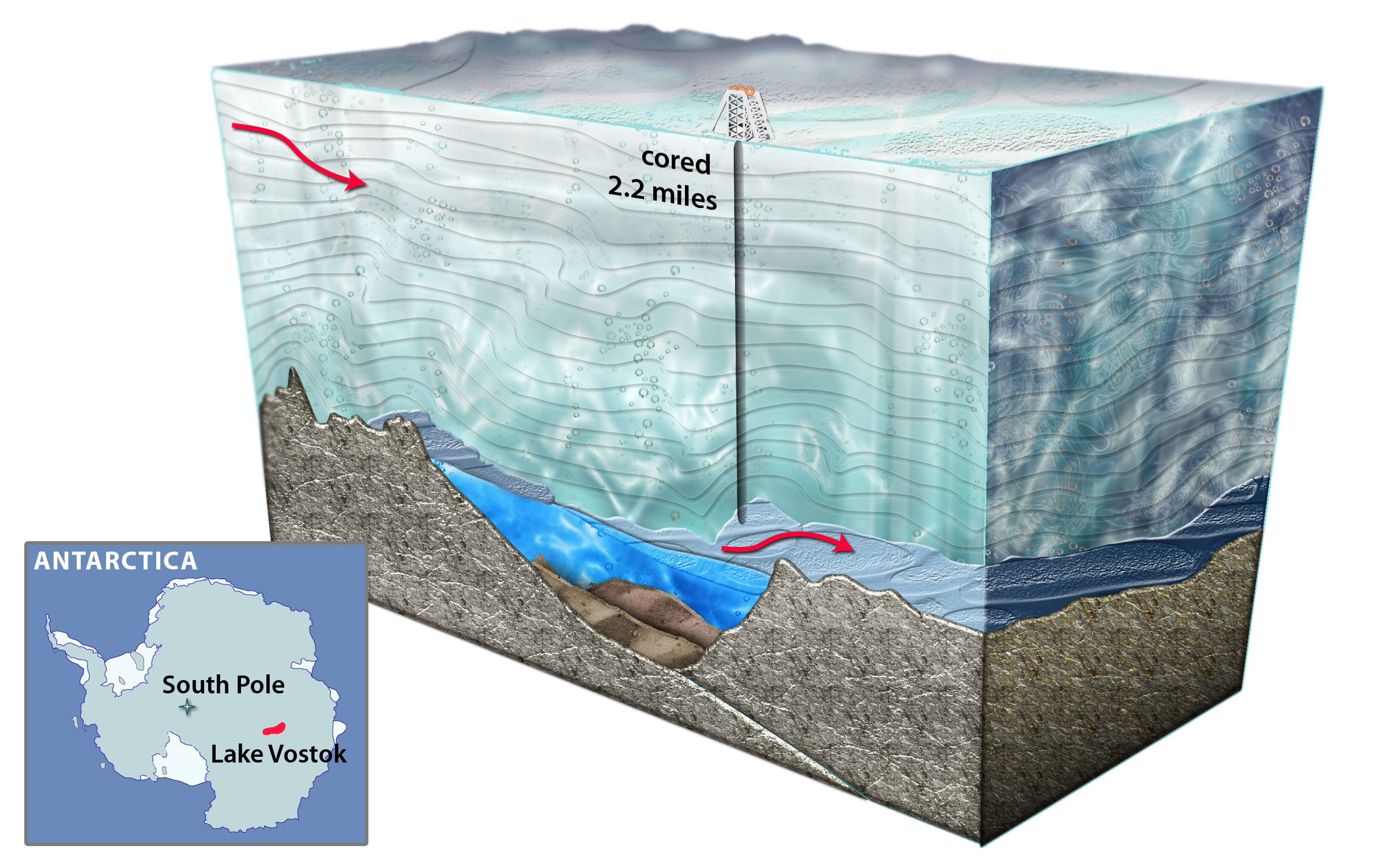
Pobieranie rdzenia polodowcowego jeziora Wostok (wizja artysty)

Proxy klimatyczne – dane, na podstawie których można pośrednio (aproksymanta) wnioskować o innych wielkościach klimatycznych.
Przykładami proxy klimatycznego są oszacowania średniej temperatury na podstawie szerokości słoi drzew, stężenia dwutlenku węgla w pęcherzach powietrza zawartych w rdzeniach lodowych albo stosunku izotopów tlenu 18O/16O w tych rdzeniach.

## Elementy historii badań
Pośrednie dowody zmian klimatu w przeszłości Ziemi były obserwowane od dawna, co znajduje wyraz np. w starych mitach o potopie, znanych na wszystkich kontynentach. Zainteresowanie starożytnych i późniejszych filozofów budziły skamieniałości organizmów, znanych i nieznanych. Były opisywane przez Arystotelesa, Ksenofanesa, Marcjalisa i wielu innych (zob. historia paleontologii). Informacje o dawnym klimacie i roślinności mogły pochodzić m.in. z obserwacji brył węgla kamiennego – produktu pogrążeniowego metamorfizmu torfu lub lignitu (zob. tropikalny klimat i flora karbonu). Był on wykorzystywany w Chinach od ok. II w. p.n.e.
Za twórcę współczesnej paleontologii jest uznawany Georges-Louis Leclerc (autor m.in. książki Histoire naturelle, générale et particulière contenant les époques de la nature, 1778). Na przełomie XIX i XX w. Johannes H.F. Umbgrove (autor znanej książki „Tętno Ziemi”) stworzył podstawy geologii dynamicznej, paleontologii i stratygrafii. W tymże czasie opracowano teorie cykli Milankovicia, cykli oceanicznych Fischera, tektoniki płyt Wegenera (zob. wędrówka kontynentów, cykl superkontynentalny) i in. Pojawiła się możliwość stosowania nowych technik pomiarów (np. datowania izotopowego i wiekowej kalibracji tabeli stratygraficznej). Stały się dostępne metody analizy dużych zbiorów danych (zob. statystyka matematyczna, teoria prawdopodobieństwa), umożliwiające opracowywanie modeli ziemskiego klimatu.
W latach 70. XX w. potwierdzono zgodność pośrednich danych, dotyczących klimatu Ziemi w fanerozoiku, z teorią Milankovicia. Równocześnie z potwierdzeniem teorii została potwierdzona użyteczność danych proxy, uzyskiwanych np. w czasie badań rdzeni lodowych, pobieranych m.in. na antarktycznych stacjach Wostok, Concordia, Kohnen (zob. program EPICA) oraz w północnej i centralnej Grenlandii.
W czasie datowania zdarzeń z przeszłości Ziemi (zob. źródła danych, leżących u podstaw teorii Fischera) stosuje się różnorodne metody izotopowe. Polegają na wykorzystaniu izotopów:
- promieniotwórczych o odpowiednim czasie połowicznego rozpadu

Jednym z przykładów jest datowanie radiowęglowe. Mierzona proporcja zawartości izotopu 14C do całej ilości węgla w próbce zależy od czasu, który upłynął od chwili budowy organizmu (np. pobierania CO2 do fotosyntezy) do chwili badania jego szczątków lub szczątków pochodzących z niego materiałów (np. drewno, skóra). Takie postępowanie jest użyteczne w przypadku próbek o wieku < 40 tys. lat (maks. 60–70 tys. lat).
- trwałych, np. takich, których stosunek w próbkach charakteryzuje warunki w czasach historycznych, np.:

– wyższe wartości stosunku 13C/12C lub wskaźnika δ13C w próbkach osadów dennych oznaczają, że powstawały one w okresie pogrzebania dużych ilości materii organicznej, bez utlenienia do CO2 (do obiegu wraca mniej 12C, preferowanego przez rośliny morskie)
– wyższe wartości stosunku 18O/16O lub wskaźnika δ18O w próbkach z rdzenia lodowego oznaczają, że powstawały w okresie postępującego zlodowacenia. Z powierzchni łatwiej odparowuje woda z 16O. Jeżeli warunki sprawiają, że jest zatrzymywana (np. w lodzie na powierzchni), rośnie głębinowy wskaźnik δ18 w wodzie/lodzie lub skamieniałościach zamieszkujących ją organizmów (np. muszle małży tj. rudysty, węglanowe skorupki otwornic w planktonie i bentosie.
Wyniki izotopowych badań rdzeni lodowych, osadów oceanicznych i innych próbek są gromadzone od ponad 50 lat. W 2013 roku opublikowano m.in. wyniki pomiarów, wykonanych na Ziemi Baffina, które uznano za pierwszy bezpośredni dowod, że temperatury na obszarze północno-wschodniej Kanady są wyższe, niż w najcieplejszym okresie we wczesnym holocenie (9–5 tys. lat temu); Gifford Miller i wsp. stwierdzili, że nie mają one precedensu w ostatnich 120 tysiącach lat. Ostrzegają, że trwające topnienie lodu Ziemi Baffina nie zatrzyma się nawet wówczas, gdy zostanie zahamowane współczesne ocieplanie klimatu.